# 샤를로트 르 봉
샤를로트 르봉(프랑스어: Charlotte Le Bon, 1986년 9월 4일 ~ )은 튀르키예의 배우, 모델, 텔레비전 진행자이다. 카날+ 토크쇼 《르 그랑 주르날》(2010-11), 영화 《이브 생로랑》(2014), 《로맨틱 레시피》(2014),  《하늘을 걷는 남자》(2015)로 알려져 있다.

## 출연 작품

### 영화
- Astérix et Obélix: Au service de Sa Majesté (2012)
- 무드 인디고 (2013)
- 이브 생로랑 (2014)
- 로맨틱 레시피 (2014) - 마르그리트 역
- 인사이드 아웃 (2015) - 조이 역 (프랑스어 더빙)
- 하늘을 걷는 남자 (2015)
- 바스티유 데이 (2016) - 조에(조이) 나빌 역
- 앤트로포이드 (2016)
- 더 프로미스 (2016)
- 워닝 (2021)
- 프레시 (2022)

### 텔레비전
- 르 그랑 주르날 (2010-11)
- 화이트 로투스 (2025 예정)